# Parco nazionale di Cabañeros
Il parco nazionale di Cabañeros (in spagnolo: Parque nacional de Cabañeros) è un parco nazionale situato in Castiglia-La Mancia, in Spagna.